# Jeker
Der Jeker (franz. Geer, historisch: Worm) ist ein 54 km langer Fluss in Belgien (50 km) und den Niederlanden (4 km). Er ist ein linker und westlicher Zufluss der Maas.

## Geographie

### Verlauf
Der Jeker entspringt im Ort Lens-Saint-Servais in der Gemeinde Geer.  
Wiewohl zwei der drei bekanntesten Orte am Fluss, Tongern und Maastricht, zum niederländischen Sprachgebiet gehören, liegt der größere Teil des Flusslaufs, auch noch zwischen beiden Städten, im französischen. Die dritte, in Fließrichtung erste Stadt am Fluss ist Waremme (niederl. Borgworm). 
Am südlichen Ortsrand der Ortschaft Kanne trifft der Jeker auf den Albert-Kanal. Da der Fluss und der Kanal ungefähr in derselben Höhe verlaufen, wird  der Jeker in einem Düker durch ein System von kommunizierenden Röhren unter dem breiten Kanal hindurch geführt und kann dann seinen Weg nach Maastricht ungestört fortsetzen.
Der Jeker mündet in Maastricht in die Maas.

### Einzugsgebiet
Das 474 km² große Einzugsgebiet (Wallonie: 375 km² / Flandern: 90 km² / Niederlande: 9 km²) des Jeker wird über die Maas und den beiden südlichen Arme des Rhein-Maas-Deltas  in die Nordsee entwässert.
Das leicht wellige Einzugsgebiet gehört zum Hespengau und ist von Ackerland mit eingestreuten kleinen Waldstücken geprägt. Im Ackerland werden intensiv Getreide, Rüben und Gemüse angebaut.
In der Gemeinde Bassenge (niederl. Bitsingen) östlich von Tongern ist das Tal des Geer etwas tiefer eingeschnitten. Hier gibt es ein sehr kleines Weinanbaugebiet für Weißwein.

### Zuflüsse
Der größte Nebenfluss des Geer ist die Yerne, die in der Gemeinde Verlaine entspringt und bei Oreye (niederl. Oerle) einmündet.
- Ruisseau d' Omal (rechts), 3,0 km
- La Mule (links), 7,6 km
- L'Yerne (rechts), 14,1 km
- Le Roua (rechts), 3,6 km

## Mühlen
Bei einer Höhendifferenz von insgesamt 100 m wurde der Fluss zum Betrieb zahlreicher Mühlen genutzt. In der Innenstadt von Maastricht sind Papiermühlen aus dem 18. Jahrhundert erhalten.